# Ákos von Ráthonyi
Ákos von Ráthonyi, auch Akos von Rathony, Akos von Ratoni und Akos von Arthony (* 26. März 1909 in Budapest; † 6. Januar 1969 in Bad Wiessee; gebürtig Ákos Ráthonyi) war ein ungarischer Filmregisseur und Drehbuchautor.
Der Sohn des Operettenschauspielers Ákos Ráthonyi studierte ab seinem 17. Lebensjahr Jura an der Universität Budapest und zudem Theologie in den Niederlanden. Im Alter von 21 Jahren machte er beide Diplome gleichzeitig und wurde Priester der Liberalkatholischen Kirche.
Er begab sich auf Mission nach Indien und erkrankte dort an Malaria. Schließlich ließ er sich von seinen Verpflichtungen entbinden und wurde 1929 Schauspieler bei British National in London. Nach dem Aufkommen des Tonfilms entschied er sich 1930 wegen seiner nicht akzentfreien Aussprache für den Regisseursberuf und war zunächst Regieassistent.
Er lernte Alexander Korda kennen, der ihn mit in die USA nahm. Bald kehrte er wieder nach Europa zurück und unternahm in Paris seine ersten selbstständigen Schritte als Regisseur. Zugleich schrieb er Drehbücher für Hollywood.
1935 wurde er zur Ableistung seines Wehrdienstes nach Ungarn gerufen. Anschließend gründete er zusammen mit Gyula Trebitsch in Budapest eine Produktionsfirma, einen Filmverleih und ein Premierenkino. Seit 1936 inszenierte er ungarische Filme, zu denen er manchmal auch das Drehbuch beitrug. Während des Zweiten Weltkrieges drehte er drei Filme in Rom.
Bis 1947 blieb Ráthonyi in Budapest. Durch Alexander Korda fand er Zugang zum deutschen Nachkriegsfilm. Er lebte abwechselnd in London und Hamburg. Meist inszenierte er Komödien, aber auch den Edgar-Wallace-Krimi Das Geheimnis der gelben Narzissen. An dem Horrorfilm Der Fluch der grünen Augen beteiligte er sich auch als Co-Drehbuchautor und übernahm die Produktion. Unter dem Namen Akos von Arthony führte er zuletzt 1968 bei der Erotikkomödie Zieh dich aus, Puppe Regie.
Er war mit der Schauspielerin Klári Tolnay verheiratet und Vater der Schauspielerin Zsuzsa Ráthonyi.

## Filmografie (Auswahl)
- 1946: Der König streikt (Renée XIV.) (unvollendet)
- 1949: Kätchen für alles
- 1950: Absender unbekannt
- 1950: Maharadscha wider Willen
- 1950: Mädchen mit Beziehungen
- 1951: Schön muß man sein
- 1951: Engel im Abendkleid
- 1951: Das unmögliche Mädchen (Fräulein Bimbi)
- 1953: Don’t Blame the Stork
- 1960: Frau Warrens Gewerbe
- 1960: Geliebte Hochstaplerin
- 1961: Das Geheimnis der gelben Narzissen
- 1961: Toller Hecht auf krummer Tour
- 1964: Der Fluch der grünen Augen (auch Co-Drehbuch und Produktion)
- 1965: St. Pauli Herbertstraße
- 1967: Jungfrau aus zweiter Hand
- 1968: Der nächste Herr, dieselbe Dame
- 1968: Zieh dich aus, Puppe (auch Drehbuch)